# Liste von Fantasyfilmen der 1940er Jahre
Die Liste von Fantasyfilmen der 1940er Jahre gibt einen chronologischen Überblick über Kino- und abendfüllende TV-Produktionen, die im Zeitraum von 1940 bis 1949 in diesem Genre gedreht wurden. Bei der Nutzung ist zu beachten, dass ein Teil der aufgeführten Filme sich mit artverwandten Genres aus dem Bereich der Phantastik wie Horror und Science-Fiction überschneidet, aber auch Drama und Komödie. Die Liste erhebt keinen Anspruch auf Vollständigkeit und unterliegt einem laufenden Erweiterungsprozess.

## 1940
| Titel                                         | Regie                                     | Produktionsland        |
| --------------------------------------------- | ----------------------------------------- | ---------------------- |
| Der Dieb von Bagdad The Thief of Bagdad       | Ludwig Berger, Michael Powell, Tim Whelan | Vereinigtes Königreich |
| Fantasia                                      | James Algar, Samuel Armstrong             | Vereinigte Staaten     |
| Pinocchio                                     | Hamilton Luske, Ben Sharpsteen            | Vereinigte Staaten     |
| Tumak, der Herr des Urwalds One Million B. C. | Hal Roach, Hal Roach jr., D.W. Griffith   | Vereinigte Staaten     |
| Unsere kleine Stadt Our Town                  | Sam Wood                                  | Vereinigte Staaten     |
| Wundervolles Weihnachten Beyond Tomorrow      | A. Edward Sutherland                      | Vereinigte Staaten     |

## 1941
| Titel                                                      | Regie                        | Produktionsland    |
| ---------------------------------------------------------- | ---------------------------- | ------------------ |
| Adventures of Captain Marvel                               | William Witney, John English | Vereinigte Staaten |
| The Blood of Jesus                                         | Spencer Williams             | Vereinigte Staaten |
| Dumbo                                                      | Ben Sharpsteen               | Vereinigte Staaten |
| Der Teufel und Daniel Webster The Devil and Daniel Webster | William Dieterle             | Vereinigte Staaten |
| Urlaub vom Himmel Here Comes Mr. Jordan                    | Alexander Hall               | Vereinigte Staaten |
| Topper 2 – Das Gespensterschloß Topper Returns             | Roy Del Ruth                 | Vereinigte Staaten |

## 1942
| Titel                                          | Regie             | Produktionsland    |
| ---------------------------------------------- | ----------------- | ------------------ |
| Aventuras de Cucuruchito y Pinocho             | Carlos Véjar, Jr. | Mexiko             |
| Katzenmenschen Cat People                      | Jacques Tourneur  | Vereinigte Staaten |
| Meine Frau, die Hexe I Married a Witch         | René Clair        | Vereinigte Staaten |
| Die Nacht mit dem Teufel Les Visiteurs du soir | Marcel Carné      | Frankreich         |

## 1943
| Titel                                  | Regie            | Produktionsland    |
| -------------------------------------- | ---------------- | ------------------ |
| Heavenly Music                         | Josef Berne      | Vereinigte Staaten |
| Ein himmlischer Sünder Heaven Can Wait | Ernst Lubitsch   | Vereinigte Staaten |
| Kampf in den Wolken A Guy Named Joe    | Victor Fleming   | Vereinigte Staaten |
| Münchhausen                            | Josef von Báky   | Deutsches Reich    |
| Die Teufelshand La Main du diable      | Maurice Tourneur | Frankreich         |

## 1944
| Titel                                              | Regie                            | Produktionsland    |
| -------------------------------------------------- | -------------------------------- | ------------------ |
| Captain America                                    | Elmer Clifton, John English      | Vereinigte Staaten |
| The Curse of the Cat People                        | Robert Wise, Gunther von Fritsch | Vereinigte Staaten |
| Es geschah morgen It Happened Tomorrow             | René Clair                       | Vereinigte Staaten |
| Das Gespenst von Canterville The Canterville Ghost | Jules Dassin                     | Vereinigte Staaten |
| Jungle Queen                                       | Ray Taylor, Lewis D. Collins     | Vereinigte Staaten |
| Kismet                                             | William Dieterle                 | Vereinigte Staaten |

## 1945
| Titel                                                 | Regie       | Produktionsland    |
| ----------------------------------------------------- | ----------- | ------------------ |
| Der Engel mit der Trompete The Horn Blows at Midnight | Raoul Walsh | Vereinigte Staaten |

## 1946
| Titel                                            | Regie                              | Produktionsland        |
| ------------------------------------------------ | ---------------------------------- | ---------------------- |
| Irrtum im Jenseits A Matter of Life and Death    | Michael Powell, Emeric Pressburger | Vereinigtes Königreich |
| Ist das Leben nicht schön? It's a Wonderful Life | Frank Capra                        | Vereinigte Staaten     |

## 1947
| Titel                                                 | Regie                | Produktionsland    |
| ----------------------------------------------------- | -------------------- | ------------------ |
| Ein Gespenst auf Freiersfüßen The Ghost and Mrs. Muir | Joseph L. Mankiewicz | Vereinigte Staaten |

## 1948
| Titel                    | Regie            | Produktionsland    |
| ------------------------ | ---------------- | ------------------ |
| Bill and Coo             | Dean Riesner     | Vereinigte Staaten |
| Jenny Portrait of Jennie | William Dieterle | Vereinigte Staaten |

## 1949
| Titel                                                                                 | Regie                | Produktionsland    |
| ------------------------------------------------------------------------------------- | -------------------- | ------------------ |
| Alice im Wunderland Alice au pays des merveilles                                      | Dallas Bower         | Frankreich         |
| Die Herrin von Atlantis Siren of Atlantis                                             | Gregg G. Tallas      | Vereinigte Staaten |
| Panik um King Kong Mighty Joe Young                                                   | Ernest B. Schoedsack | Vereinigte Staaten |
| Pippi Langstrumpf Pippi Långstrump                                                    | Per Gunvall          | Schweden           |
| Ritter Hank, der Schrecken der Tafelrunde A Connecticut Yankee in King Arthur's Court | Tay Garnett          | Vereinigte Staaten |